# Nephrotoma albonigra
Nephrotoma albonigra är en tvåvingeart som beskrevs av Alexander 1921. Nephrotoma albonigra ingår i släktet Nephrotoma och familjen storharkrankar. Inga underarter finns listade i Catalogue of Life.